# Torsten Albig

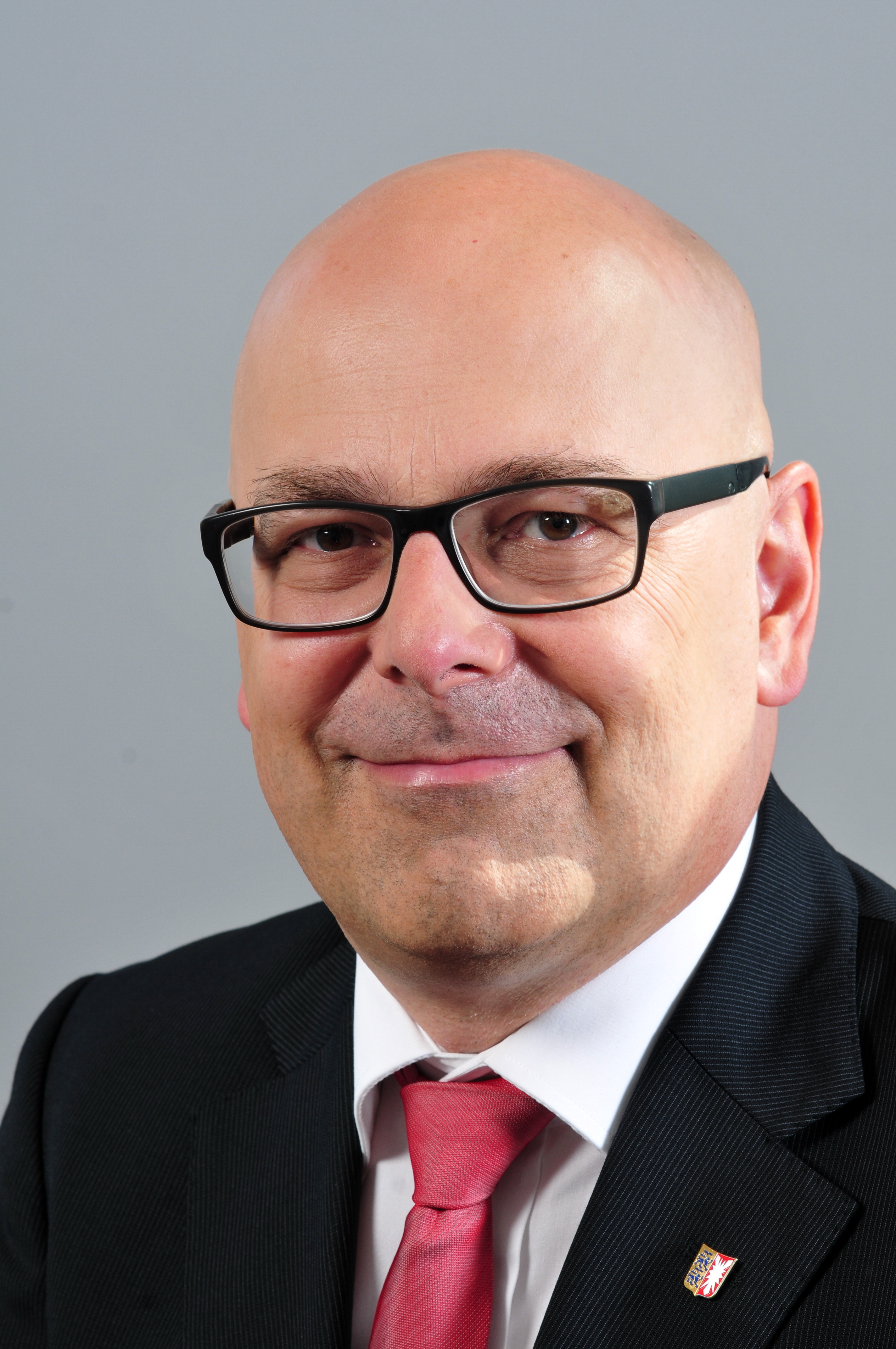
Torsten Albig (2013)

Torsten Albig (* 25. Mai 1963 in Bremen) ist ein ehemaliger deutscher Politiker (SPD) und heutiger Lobbyist. Er war von 2009 bis 2012 Oberbürgermeister der schleswig-holsteinischen Landeshauptstadt Kiel und vom 12. Juni 2012 bis zum 28. Juni 2017 Ministerpräsident des Landes Schleswig-Holstein. Nach der verlorenen Landtagswahl 2017 zog er sich aus der Politik zurück und ist seit 2023 Cheflobbyist für den Tabakkonzern Philip Morris in Deutschland.

## Biografie

### Ausbildung
Albig wuchs in Heiligenhafen (Kreis Ostholstein) und Bielefeld auf. 1982 legte er sein Abitur am Ceciliengymnasium Bielefeld ab. Anschließend begann er, Geschichte und Sozialwissenschaften auf Lehramt an der Universität Bielefeld zu studieren, wechselte jedoch 1984 zu den Rechtswissenschaften. Sein Schwerpunkt lag dabei im Steuerrecht, Wirtschaftsrecht und Arbeitsrecht. Das Assessorexamen legte er 1991 ab.

### Beruf
1992 trat Albig in den höheren Dienst der Steuerverwaltung des Landes Schleswig-Holstein ein. Von 1993 bis 1994 war er stellvertretender Leiter der Landesfinanzschule Schleswig-Holstein in Malente. 1994 wurde er Referent für Finanzen und Steuern in der Vertretung des Landes Schleswig-Holstein beim Bund in Bonn. Von 1996 bis 1998 wurde er für eine Tätigkeit beim SPD-Planungsstab beurlaubt, war dort Referent beim damaligen SPD-Parteivorsitzenden Oskar Lafontaine. Von 1998 bis 2001 wirkte er im Leitungsstab des Berliner Bundesministeriums der Finanzen (BMF) mit und wurde 1998 zugleich Sprecher des BMF und Leiter des Referates Presse und Öffentlichkeitsarbeit. 2001 schied er aus dem Beamtenverhältnis aus und wurde Konzernpressesprecher und Leiter der Presseabteilung der Dresdner Bank AG in Frankfurt am Main.
2002 wurde er Stadtrat für Bürgerangelegenheiten, Ordnung, Personal und Inneres der schleswig-holsteinischen Landeshauptstadt Kiel, 2003 Stadtkämmerer und 2005 außerdem verantwortlicher Dezernent für die Aufgabenbereiche Abfallwirtschaft und Kultur. Im selben Jahr erfolgte die zusätzliche Übernahme der Funktion des Werkleiters des Abfallwirtschaftsbetriebes Kiel (ABKI). 2004 wurde Albig das Schleswig-Holsteinische Feuerwehrehrenkreuz in Bronze verliehen.
Vom Februar 2006 bis Ende Mai 2009 war Albig Sprecher des SPD-Bundesfinanzministers Peer Steinbrück und Leiter in der Kommunikation des BMF, wurde 2007 zum Ministerialdirigenten und Leiter der Unterabteilung Kommunikation ernannt und übernahm 2008 zusätzlich die Leitung der Abteilung Justitiariat und Service im BMF. Mit dem Sieg bei der Oberbürgermeisterwahl im Frühjahr 2009 in Kiel schied Albig aus dem BMF aus. Von Juni 2009 bis Mai 2012 war er erst als Oberbürgermeister und dann ab Juni 2012 als Ministerpräsident in Kiel tätig.
Nach seinem Ausscheiden aus der Politik 2017 suchte er eine Anstellung in der Wirtschaft und fand diese von Januar 2018 bis Herbst 2021 als Leiter der Unternehmensrepräsentanz der Deutschen Post DHL AG in Brüssel. Von Oktober 2021 bis Ende 2022 war Albig Geschäftsführer des Bundesverbandes Deutscher Postdienstleister e. V. mit Sitz in Bonn und Berlin. Darüber hinaus war er von Oktober 2021 bis September 2023 Inhaber seiner Beratungsagentur TAdvisory in Kiel.
Seit 2017 ist Albig stellvertretender Vorsitzender der Jerusalem Foundation Germany.
Im Juni 2019 wurde er in das Kuratorium der Quadriga Hochschule Berlin berufen.
Seit September 2023 ist Albig als Cheflobbyist für den Tabakkonzern Philip Morris in Deutschland tätig.

### Privates
Albig ist in zweiter Ehe verheiratet und hat zwei Kinder. Er lebte bis Anfang 2016 mit seiner ersten Ehefrau und seinen Kindern in Kiel-Suchsdorf. Nach der Trennung von seiner ersten Ehefrau zog er mit der Kieler Unternehmerin Bärbel Boy zusammen. Im Oktober 2018 haben beide geheiratet und leben nach fast vier Jahren in Brüssel seit Ende 2021 mit ihren Kindern wieder in Kiel.

### Politik

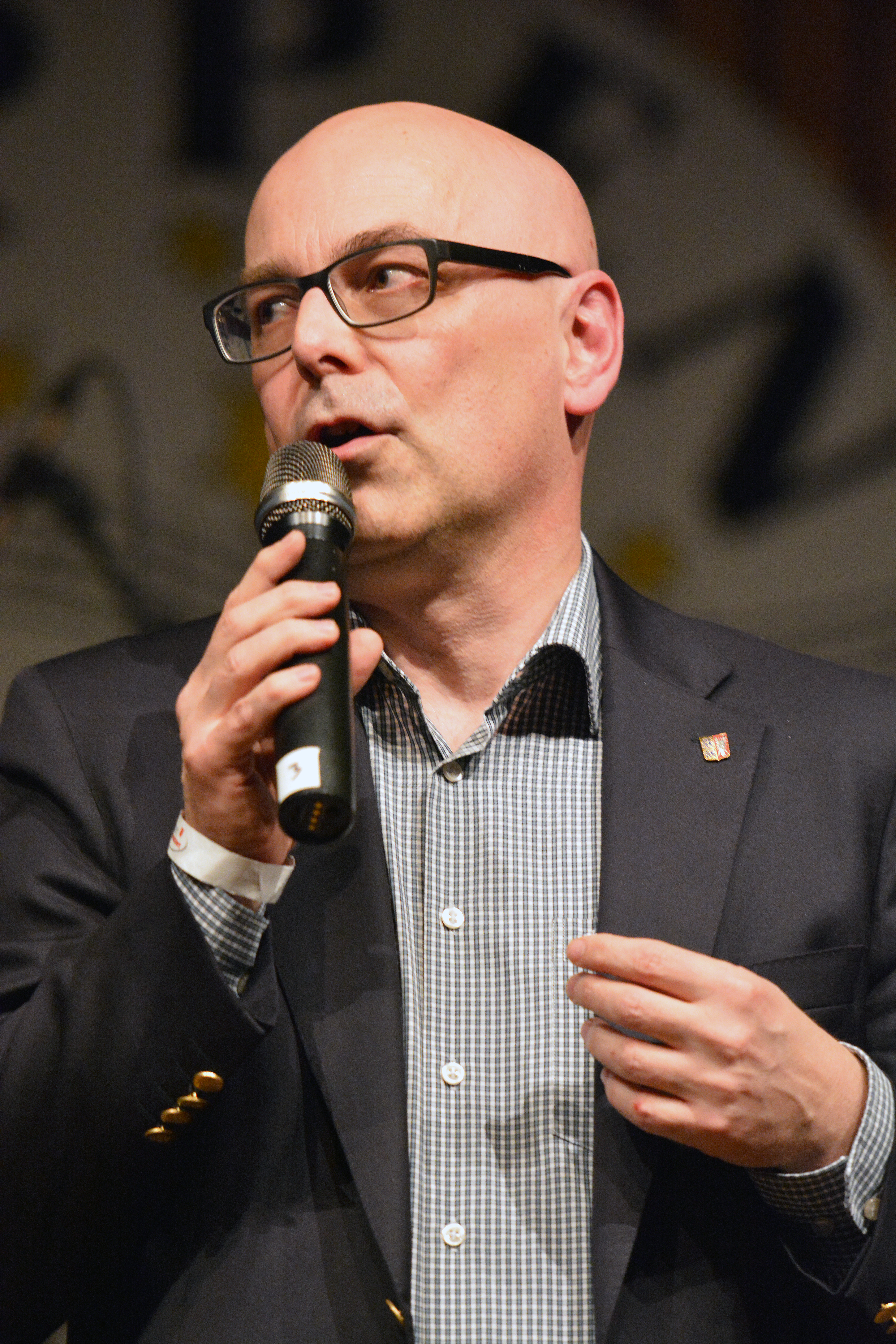
Albig bei der Benefizveranstaltung Appen musiziert 2014

#### Anfänge
Albig ist seit 1982 Mitglied der SPD. Von 1984 bis 1991 war er Vorsitzender eines Ortsvereins in Bielefeld, von 1992 bis 1994 stellvertretender Vorsitzender des Ortsvereins Lütjenburg im Kreis Plön. 1994 wurde er als Direktkandidat in die Stadtverordnetenversammlung Lütjenburgs gewählt, es folgte die Ernennung zum Stadtrat als Mitglied des Magistrats und Fraktionsvorsitzender der SPD-Fraktion.
Im September 2008 wurde Albig als Kandidat der SPD für die Oberbürgermeister-Direktwahl der Stadt Kiel im März 2009 aufgestellt und in den Kommunalwahlen  mit 52,1 Prozent der Stimmen im ersten Wahlgang gegen die Amtsinhaberin Angelika Volquartz (CDU) zum neuen Oberbürgermeister von Kiel gewählt. Er trat das Amt am 17. Juni 2009 an.
Als Oberbürgermeister war er gleichzeitig Verwaltungsratsvorsitzender der Förde Sparkasse.
Im Februar 2010 veröffentlichte Albig zusammen mit dem damaligen Kieler SPD-Bundestagsabgeordneten Hans-Peter Bartels, dem Kieler SPD-Landtagsabgeordneten Rolf Fischer und der SPD-Ratsfrau Gesa Langfeldt ein Papier mit dem Namen „Stadt statt Staat“. Darin fordern die Unterzeichner eine Ausrichtung der Finanzpolitik an den Bedürfnissen der Kommunen. In der Medienöffentlichkeit vertrat vor allem Torsten Albig diese Forderungen.
Anfang September 2010 erklärte Albig seine Bereitschaft für die Spitzenkandidatur der SPD zu den Neuwahlen des Landtages in Schleswig-Holstein. In einer Mitgliederbefragung setzte sich Albig mit 57,22 % der Stimmen unter anderem gegen den Landes- und Fraktionsvorsitzenden der SPD Schleswig-Holstein Ralf Stegner durch, der 32,15 % der abgegebenen Stimmen erhielt.

#### Landtagswahl 2012
Auf dem Landesparteitag der schleswig-holsteinischen SPD in Lübeck am 3. Februar 2012 wurde Albig mit 96,7 % zum Spitzenkandidaten gewählt.
Albig zog über Listenplatz 1 der SPD-Landesliste in den Schleswig-Holsteinischen Landtag ein und legte das Amt als Oberbürgermeister von Kiel nieder; Nachfolgerin im Amt wurde nach einer Stichwahl am 11. November 2012 Susanne Gaschke.
Unter Albigs Spitzenkandidatur legte die SPD im Land um fünf Prozentpunkte zu, lag mit 30,4 Prozent der Stimmen knapp hinter der CDU, die auf 30,8 Prozent kam. Da die FDP von 14,9 auf 8,2 Prozent abfiel, verfehlte die schwarz-gelbe Koalition ihre bisherige Mehrheit. Aufgrund des Einzugs der Piratenpartei (8,2 Prozent) reichte es auch nicht für eine rot-grüne Mehrheit. SPD, Bündnis 90/Die Grünen und der SSW kamen jedoch rechnerisch auf eine Mehrheit von 35 der 69 Stimmen und bildeten in der Folge eine Koalition. Nach Abschluss der Koalitionsgespräche wählte der Landtag Albig am 12. Juni 2012 zum Ministerpräsidenten. Albig erhielt dabei mit 37 Stimmen auch mindestens zwei Stimmen der Opposition.

#### Ministerpräsident
2013 wurde die Entscheidung der neuen Kieler Oberbürgermeisterin Susanne Gaschke (SPD), einem Unternehmer einen Teil der Steuerschulden zu erlassen, in den Medien als ein Skandal bewertet. Gaschke verwies darauf, dass Albig, der ihr Vorgänger in Kiel war, 2011 auf eine gerichtlich angeordnete Rückzahlung ohne Angabe von Gründen verzichtet habe. Sie selber habe der Stadt wenigstens einen Teilbetrag retten wollen. Laut Gaschke wurde sie vom Ministerpräsidenten Albig unter Druck gesetzt, seine Rolle in diesem Fall nicht zu thematisieren und die volle Verantwortung zu übernehmen. Gaschke trat schließlich zurück und stellte den Fall detailliert in einem Buch dar.
Im April 2014 äußerte Albig, der sich zuvor gegen eine Pkw-Maut ausgesprochen hatte, die selbst in der eigenen Fraktion auf deutlichen Widerspruch stoßende Ansicht, von allen Autofahrern solle eine Sonderabgabe von etwa 100 Euro für den Erhalt und die Wartung von Straßen und Brücken gefordert werden.
Im Juli 2015 bezweifelte Albig im Sommerinterview des NDR, dass für mögliche SPD-Kandidaten im nächsten Wahlkampf „die Bezeichnung Kanzlerkandidat noch richtig ist“. Mit Bezug auf Angela Merkel führte er weiter aus: „Ich glaube, sie macht das ganz ausgezeichnet – sie ist eine gute Kanzlerin.“

#### Landtagswahl 2017
Für die Landtagswahl 2017 bewarb sich der Ministerpräsident um die SPD-Kandidatur im Wahlkreis Kiel-Nord als Nachfolger von Rolf Fischer. In der Nominierungskonferenz am 2. Juli 2016 setzte er sich mit 100 zu 60 Stimmen (62,5 %) gegen die Mitbewerberin Gesine Stück durch. Im Vorfeld der Nominierung löste seine Ablehnung gemeinsamer Vorstellungsrunden in den Ortsvereinen Unmut aus.
Auf dem SPD-Landesparteitag am 26. November 2016 wurde Albig von den rund 200 Delegierten per Akklamation erneut zum Spitzenkandidaten für die Landtagswahl 2017 nominiert.
Bei dieser gelang es ihm zwar mit 37,8 % der Stimmen das drittbeste Erststimmenergebnis der SPD in Schleswig-Holstein und damit das Direktmandat im Landtagswahlkreis Kiel-Nord zu erringen; gleichzeitig verschlechterte sich landesweit das Zweitstimmenergebnis der SPD verglichen mit der Wahl 2012 um 3,2 Prozentpunkte auf 27,2 %. Seine Partei hatte damit nur noch eine theoretische, aber keine faktische Möglichkeit mehr, an der Regierung beteiligt zu sein, da die FDP jede Verhandlung mit der SPD ablehnte. Der Stimmenrückgang wurde in ersten Analysen zu großen Teilen Albig persönlich angelastet. Im Wahlkampf hatte er der Zeitschrift BUNTE ein Interview gegeben, aus dessen Kontext ihm ein überkommenes Frauenbild zum Vorwurf gemacht wurde. Einen sofortigen Rücktritt lehnte er ab, gab dann aber am 16. Mai 2017 bekannt, sein Mandat im nächsten Landtag nicht anzutreten und sich konsequenterweise aus der Politik zurückzuziehen, da er die Verantwortung für das Wahlergebnis übernehmen wollte. Als sein Nachfolger im Landtagsmandat wurde über die Landesliste der SPD-Kandidat Tobias von Pein festgestellt. Albigs letztes Interview erschien am 15. Dezember 2017 in der Flensborg Avis.
Albig wurde von der SPD-Fraktion im Schleswig-Holsteinischen Landtag als Delegierter zur 17. Bundesversammlung entsandt.